# Sân bay Kiel Holtenau
Sân bay Kiel Holtenau (IATA: KEL, ICAO: EDHK) (trong tiếng Đức, Flughafen Kiel Holtenau) là một sân bay nằm 7 km về phía bắc Kiel, Đức. Đây là một sân bay dân dụng. Năm 2001, sân bay Kiel Holtenau đã phục vụ 163.000 lượt khách.
Sân bay này đã được xây năm 1914 trên một khu vực đồng bằng được lấp từ đất kênh đào Kiel. Năm 1937, đây là căn cứ không quân nhưng vẫn phục vụ bay dân dụng theo thường lệ đến Braunschweig và Berlin (Tempelhof).